# Lenguas siux
Las lenguas siux son una familia de lenguas indígenas norteamericanas. El grupo es el segundo más hablado de familias de idiomas nativos en EE. UU., después de las lenguas algonquianas.

## Clasificación interna
Las clasificaciones de la mayoría de autores coinciden en reconocer claramente cuatro subgrupos dentro de las lenguas siux:
- El subgrupo del valle del Misuri (crow, hidatsa)
- El subgrupo mandan (mandan)
- El subgrupo suroriental (tutelo, ofo-biloxi)
- El subgrupo del valle del Misisipi (rama dhegiha, chiwere, winnebago, dakota)

En cuanto a la agrupación de estos grupos la cuestión está abierta a debate. Robert K. Headley (1971) sobre una base lexiocoestadística propuso el siguiente árbol para las lenguas siux-catawba:

|  | Woccon (†)        |
|  |                   |
|  | Catawba (†, 1960) |
|  |                   |

|             | Subgrupo Mississipi                                       |
|             |                                                           |
| Sudoriental | \| \| Tutelo (†) \| \| \| \| \| \| Biloxi-Ofo \| \| \| \| |
|             | \| \| Tutelo (†) \| \| \| \| \| \| Biloxi-Ofo \| \| \| \| |
|             | Tutelo (†)                                                |
|             |                                                           |
|             | Biloxi-Ofo                                                |
|             |                                                           |

|  | Tutelo (†) |
|  |            |
|  | Biloxi-Ofo |
|  |            |

|        | Mandan                                           |
|        |                                                  |
| Misuri | \| \| Crow \| \| \| \| \| \| Hidatsa \| \| \| \| |
|        | \| \| Crow \| \| \| \| \| \| Hidatsa \| \| \| \| |
|        | Crow                                             |
|        |                                                  |
|        | Hidatsa                                          |
|        |                                                  |

|  | Crow    |
|  |         |
|  | Hidatsa |
|  |         |

|             | Subgrupo Mississipi                                       |
|             |                                                           |
| Sudoriental | \| \| Tutelo (†) \| \| \| \| \| \| Biloxi-Ofo \| \| \| \| |
|             | \| \| Tutelo (†) \| \| \| \| \| \| Biloxi-Ofo \| \| \| \| |
|             | Tutelo (†)                                                |
|             |                                                           |
|             | Biloxi-Ofo                                                |
|             |                                                           |

|  | Tutelo (†) |
|  |            |
|  | Biloxi-Ofo |
|  |            |

|        | Mandan                                           |
|        |                                                  |
| Misuri | \| \| Crow \| \| \| \| \| \| Hidatsa \| \| \| \| |
|        | \| \| Crow \| \| \| \| \| \| Hidatsa \| \| \| \| |
|        | Crow                                             |
|        |                                                  |
|        | Hidatsa                                          |
|        |                                                  |

|  | Crow    |
|  |         |
|  | Hidatsa |
|  |         |

|  | Woccon (†)        |
|  |                   |
|  | Catawba (†, 1960) |
|  |                   |

|             | Subgrupo Mississipi                                       |
|             |                                                           |
| Sudoriental | \| \| Tutelo (†) \| \| \| \| \| \| Biloxi-Ofo \| \| \| \| |
|             | \| \| Tutelo (†) \| \| \| \| \| \| Biloxi-Ofo \| \| \| \| |
|             | Tutelo (†)                                                |
|             |                                                           |
|             | Biloxi-Ofo                                                |
|             |                                                           |

|  | Tutelo (†) |
|  |            |
|  | Biloxi-Ofo |
|  |            |

|        | Mandan                                           |
|        |                                                  |
| Misuri | \| \| Crow \| \| \| \| \| \| Hidatsa \| \| \| \| |
|        | \| \| Crow \| \| \| \| \| \| Hidatsa \| \| \| \| |
|        | Crow                                             |
|        |                                                  |
|        | Hidatsa                                          |
|        |                                                  |

|  | Crow    |
|  |         |
|  | Hidatsa |
|  |         |

|             | Subgrupo Mississipi                                       |
|             |                                                           |
| Sudoriental | \| \| Tutelo (†) \| \| \| \| \| \| Biloxi-Ofo \| \| \| \| |
|             | \| \| Tutelo (†) \| \| \| \| \| \| Biloxi-Ofo \| \| \| \| |
|             | Tutelo (†)                                                |
|             |                                                           |
|             | Biloxi-Ofo                                                |
|             |                                                           |

|  | Tutelo (†) |
|  |            |
|  | Biloxi-Ofo |
|  |            |

|        | Mandan                                           |
|        |                                                  |
| Misuri | \| \| Crow \| \| \| \| \| \| Hidatsa \| \| \| \| |
|        | \| \| Crow \| \| \| \| \| \| Hidatsa \| \| \| \| |
|        | Crow                                             |
|        |                                                  |
|        | Hidatsa                                          |
|        |                                                  |

|  | Crow    |
|  |         |
|  | Hidatsa |
|  |         |

Aparte del contaje estadístico no existen otras evidencias que sugieran que esta agrupación interna es correcta, aunque el proyecto de comparación sistemática ASJP reproduce un árbol idéntico al anterior además de detallar la estructura del subgrupo Mississipi que es la siguiente:

|  | lakota                                                  |
|  |                                                         |
|  | \| \| lakhota \| \| \| \| \| \| assiniboine \| \| \| \| |
|  |                                                         |
|  | lakhota                                                 |
|  |                                                         |
|  | assiniboine                                             |
|  |                                                         |

|  | lakhota     |
|  |             |
|  | assiniboine |
|  |             |

|  | lakota                                                  |
|  |                                                         |
|  | \| \| lakhota \| \| \| \| \| \| assiniboine \| \| \| \| |
|  |                                                         |
|  | lakhota                                                 |
|  |                                                         |
|  | assiniboine                                             |
|  |                                                         |

|  | lakhota     |
|  |             |
|  | assiniboine |
|  |             |

|  | omaha-ponca                                      |
|  |                                                  |
|  | \| \| quapaw \| \| \| \| \| \| osage \| \| \| \| |
|  |                                                  |
|  | quapaw                                           |
|  |                                                  |
|  | osage                                            |
|  |                                                  |

|  | quapaw |
|  |        |
|  | osage  |
|  |        |

|  | omaha-ponca                                      |
|  |                                                  |
|  | \| \| quapaw \| \| \| \| \| \| osage \| \| \| \| |
|  |                                                  |
|  | quapaw                                           |
|  |                                                  |
|  | osage                                            |
|  |                                                  |

|  | quapaw |
|  |        |
|  | osage  |
|  |        |

|  | lakota                                                  |
|  |                                                         |
|  | \| \| lakhota \| \| \| \| \| \| assiniboine \| \| \| \| |
|  |                                                         |
|  | lakhota                                                 |
|  |                                                         |
|  | assiniboine                                             |
|  |                                                         |

|  | lakhota     |
|  |             |
|  | assiniboine |
|  |             |

|  | lakota                                                  |
|  |                                                         |
|  | \| \| lakhota \| \| \| \| \| \| assiniboine \| \| \| \| |
|  |                                                         |
|  | lakhota                                                 |
|  |                                                         |
|  | assiniboine                                             |
|  |                                                         |

|  | lakhota     |
|  |             |
|  | assiniboine |
|  |             |

|  | omaha-ponca                                      |
|  |                                                  |
|  | \| \| quapaw \| \| \| \| \| \| osage \| \| \| \| |
|  |                                                  |
|  | quapaw                                           |
|  |                                                  |
|  | osage                                            |
|  |                                                  |

|  | quapaw |
|  |        |
|  | osage  |
|  |        |

|  | omaha-ponca                                      |
|  |                                                  |
|  | \| \| quapaw \| \| \| \| \| \| osage \| \| \| \| |
|  |                                                  |
|  | quapaw                                           |
|  |                                                  |
|  | osage                                            |
|  |                                                  |

|  | quapaw |
|  |        |
|  | osage  |
|  |        |

## Número de hablantes
El siguiente es un cálculo del número de hablantes de estas lenguas (entre paréntesis la fecha de las estimaciones):
- A. Familia catawba
  - Catawba ext.
- B. Familia siux
  - Siux central
    - Grupo Mandan
      - Mandan c. 6 (1992)

    - Grupo del Misisipi
      - Chiwere
        - Iowa-Oto 70 (1997)[4]

      - Dakota
        - Assiniboine 1000 (1980);[5] 150-200 (1997)[4]
        - Dakota 19 000 (1997);[4] 19 228 (2001); 19 000 (2002);[6] c. 26 000 (2008)[7]
        - Lakota 6000[4]-6390 (1997)
        - Stoney 1000-1500 (1997);[4] 2300 (2001)

      - Dhegiha
        - Kansas c. 19 (1990)
        - Omaha-Ponca 1000 (1980);[5] 85 (1986)
        - Osage c. 5 (1992)
        - Quapaw c. 34 (1990)

      - Winnebago 
        - Ho-Chunk (Hocąk) 4000 (1980);[5] 230-1500[4] (1997) o 11 (2004)

  - Valle del Misuri
    - Crow c. 3500 (1980);[5]  4280 (1990); 5500 (1997)[4]
    - Hidatsa c. 100 (1986); 125 (1997)[4]

  - Sudeste
    - Grupo Biloxi-Ofo
      - Biloxi ext.
      - Ofo ext.

    - Grupo Tutelo ext.

## Historia
Las lenguas siux se han hablado a través de Norteamérica en sus regiones central y sudoriental. Desde los Grandes Lagos hasta las Montañas Rocosas están la winnebago, dakota (con dialectos como santee, yankton, yanktonai(s), teton (endónimo: lakhota o lakota), assiniboine y stoney (endónimo para ambos: nakota o nakoda), mandan, hidatsa y crow. Además en el centro de los Estados Unidos se hablan dhegiha (quapaw, kansa, osage y omaha-ponca) y chiwere (iowa, oto y la extinguida missouri). En el sudeste de los Estados Unidos hay documentación de tres lenguas siux extinguidas: tutelo, oto y biloxi.
Otras lenguas sioux se hablaban en lo que ahora es Virginia y las Carolinas cuando los europeos llegaron allí. La catawba es una lengua sioux aunque sus relaciones con las demás son muy distantes.
En total había 2975 personas en Canadá en el censo de 1981 que hablaban lenguas sioux como lenguas maternas.

## Características comunes

### Fonología
Existe una cantidad razonable de trabajo con el método comparativo dentro de la familia siux-catawba. Uno de los primeros y más completos trabajos comparativos sobre la fonología de estas lenguas es el de Wolff (1950-51), que reconstruyó el inventario fonológico del proto-sioux y dio un número de correspondencias suficiente en apoyo de dicha reconstrucción. El inventario consonántico reconstruido por Wolff fue perfeccionado por Matthews (1958), resolviendo algunas inconsistencias y siendo el generalmente aceptado actualmente:
|             | Labial | Alveolar | Palatal | Velar | Glotal |
| ----------- | ------ | -------- | ------- | ----- | ------ |
| oclusiva    | *p     | *t       |         | *k    | *ʔ     |
| fricativa   |        | *s       | *š      | *x    | *h     |
| nasal       | *m     | *n       |         |       |        |
| aproximante | *w     | *r       | *y      |       |        |

En cuanto a las vocales se reconstruyen cinco vocales no-nasales /*i, *e, *a, *o, *u/ y tres vocales nasales /*į, *ą, *ų/. Además tanto Wolff como Matthews reconstruyen un número importante de grupos consonánticos como /*tk, *kš, *šk, *sp/ y otros.

### Gramática
Morfológicamente todas las lenguas sioux tienen al menos restos de prefijos personales, locativos e instrumentales. La mayoría de las lenguas contrastan posesiones alienables con las inalienables por medio de prefijos sobre la raíz de los nombres. Todas muestran la tendencia al orden Sujeto Objeto Verbo.
Debajo se da un ejemplo de lengua sioux:
(1) u'ux-dak al-a'kaa-?
'¿Viste algún ciervo?'
(2) bache'e-sh huu-la'k ua' dappee'-k
'El hombre vino y su esposa lo mató'
La siguiente es una lista comparativa de los pronombres:
| GLOSA                | Crow  | Mandan | Biloxi | Dakhota | Assiniboine | Catawba | PROTO- SIUX |
| -------------------- | ----- | ------ | ------ | ------- | ----------- | ------- | ----------- |
| 1.ª persona singular | bi    | mi-    | nkindi | miye'   | miyé        | dimä    | *wį́·-*ʔe·   |
| 2.ª persona singular | di    | ni-    | ayindi | niye'   | niyé        | yímä    | *yį́·-ʔe·    |
| 3.ª persona singular | i     | i-     | indi   | iye'    | iyé         | ómä     |             |
| 1.ª persona plural   | bare' | nu-    | nkixtu | ukíye   | ukíye-pi    | dowamä  | *ų-         |
| 2.ª persona plural   |       |        | ayixtu | niye'pi | niyé-pi     | wiwamä  |             |
| 3.ª persona plural   |       |        | ixtu   | iye'pi  | iš(-pi)     | omämä   |             |

### Comparación léxica
A partir de los numerales en las lenguas testimoniadas pueden reconstruirse aproximadamente los numerales para cada uno de los subgrupos:
| GLOSA | PROTO- CATAWBA | Mississipí | Mississipí   | Mississipí  | Mississipí        | PROTO- BILOXI- TUTELO | Mandan  | Misuri              | Misuri               | Misuri          | PROTO- SIUX       |
| GLOSA | PROTO- CATAWBA | Lakhota    | Omaha- Ponca | Hoca̜k       | PROTO- MISSISSIPÍ | PROTO- BILOXI- TUTELO | Mandan  | Crow                | Hidatsa              | PROTO- MISSOURI | PROTO- SIUX       |
| ----- | -------------- | ---------- | ------------ | ----------- | ----------------- | --------------------- | ------- | ------------------- | -------------------- | --------------- | ----------------- |
| 1     | *duwé          | wąji       | wį́axti       | hižąkíra    | *wąki             | *nųwa                 | mahanah | hawáte              | nuwátsa              | *nuwá-          | *rų·-sa           |
| 2     | *nųp-          | nųpa       | nąbá         | nų́ųp        | *nų́ųpa            | *nųpa                 | *nompah | dúupe               | núùpa                | *núupa          | *rų́·pa            |
| 3     | *nam-          | jamni      | ðáabðį́       | taanį́       | *tamni            | *dani                 | namary  | dáawiia             | náàwii               | *náawii         | *rá·wrį           |
| 4     | *pur-(?)       | tópa       | túuba        | joop        | *tóopa            | *topa                 | tohpa   | šoopé               | toopá                | *toopá          | *tó·pa            |
| 5     | *pVt-          | zaptą      | sáattą       | saacą́       | *saptą            | *kiwą                 | kakhu   | čiaxxó              | kihxú                | *kiaxhú         | *kiSų́· / *isá·ptą |
| 6     | *dipk-         | šakpe      | šáappe       | hakewé      | *saakepe          | *a-kape               | kemah   | akaawé              | akaawá               | *akaawá         | *aká·we           |
| 7     |                | šakowį     | ppéeðąba     | šaagówį́     | *šaakowį          | *sa-komi              | kupah   | sáhpua              | šáhpua               | *sáhpua         | *ša·kú·pa         |
| 8     | *dowe          | šasloɢą    | ppéeðáabðį́   | haruwák     | *saruką           | *pa-dani              | tutuka  | dúupahpe (10 - 2?)  | núùpahpi (10 - 2?)   | *núupahpi       |                   |
| 9     |                | napčijųka  | šą́kka        |             |                   |                       | mahpa   | hawátahpe (10 - 1?) | nuwátsahpi (10 - 1?) | *nuwá-ahpi      |                   |
| 10    | *pit-          | wikčemna   | gðéebą       | kerepą́nąį́ža | *kerepą           | *put-                 | perug   | pilaké              | piraká               | *piraká         | *piraka           |

## Relaciones con otras familias
El pariente más cercano de las lenguas sioux es el catawba hablado sobre la costa este de Norteamérica. Fuera de este parentesco probado con el catawba se han mostrado algunas evidencias de que podrían guardar una relación remota con las lenguas iroquesas y las lenguas caddoanas. Estas evidencias se refieren básicamente a la morfología verbal, aunque no han podido establecerse largas listas de cognados a las que se pudiera aplicar el método comparativo y demostrar convincentemente el parentesco. A la hipotética macrofamilia por el grupo sioux-catawba, el iroqués y el caddoano, se la conoce como hipótesis macro-sioux.
Sapir y algunos otros autores fueron más allá y propusieron una relación entre el hipotético macro-siux (siux, caddoano, iroqués) y las lenguas hokanas. Esta superagrupación hokano-sioux incluiría hipotéticamente los grupos geográficamente adyacentes como el yuchi, el natchez y el muskogi y como las lenguas del grupo macro-siux geográficamente no adyacentes. La mayoría de americanistas consideran espuria esta relación de largo alcance, y juzgan que la evidencia de apoyo es extremadamente débil y decididamente poco convincente.